# Усть-Біле
Усть-Бі́ле (рос. Усть-Белое) — село у складі Краснощоковського району Алтайського краю, Росія. Адміністративний центр та єдиний населений пункт Усть-Білівської сільської ради.

## Населення
Населення — 316 осіб (2010; 405 у 2002).
Національний склад (станом на 2002 рік):
- росіяни — 94 %